# سياحومة كهنة (كاني سور)
سياحومة کهنة (بالفارسية: سیاحومه کهنه) هي قرية تقع في إيران في قسم کاني سور الريفي. يقدر عدد سكانها بـ 60 نسمة بحسب إحصاء 2016.